# Korczów (przystanek kolejowy)
Korczów (ukr. Корчів, ros. Корчев) – przystanek kolejowy w miejscowości Korczów, w rejonie szeptyckim, w obwodzie lwowskim, na Ukrainie. Leży na linii Rawa Ruska – Czerwonogród.
Do 2024 w rejonie czerwonogrodzkim.
Dawniej stacja kolejowa. Istniała przed II wojną światową. Do 1951 leżała w Polsce.